# アスルくん
アスルくんは、Jリーグ・アスルクラロ沼津のマスコットキャラクター。モチーフはライオン。

## 概要
トップチームのJリーグ参入以前から「アスルくん」という現在のものと異なる同じライオンをモチーフにしたキャラクターが存在していたが、Jリーグクラブとしての正式なマスコットキャラクターとして扱われていなかった。
2023年にクラブの運営体制が一新され、新たに就任した高島雄大社長が2月にマスコットを2023年中に完成させクラブのPRにつなげる考えを示した。
2023年シーズンが開幕し、3月12日に愛鷹競技場で行われた第2節ホーム開幕戦において「アスルクラロ沼津公式マスコットプロジェクト現在進行中！！」と記載されたポスターが貼りだされ、続く3月18日の第3節では「インターンとして採用決定！！」の記載のほか、出身地や誕生日などが明かされた。
5月3日第9節での全貌公開が予告され、クラブ公式Twitterアカウントでヒントが提示されたのち、試合当日のハーフタイムに大型ビジョンで名前とイラストとプロフィールが明らかになった。
5月28日第11節において、立体化されたアスルくんが初登場した。この登場以降はアスルクラロ沼津のホームゲームだけでなく地域のイベントや社会連携活動などホームタウンを盛り上げる活動などに数多く参加し、ファン・サポーターや地域住民らとの交流を深めている。
2024年2月17日に開催されたFUJIFILM SUPER CUP 2024においてＪリーグマスコット大運動会に初参加し、紅組のメンバーとして他クラブのマスコットとも交流を深めた。
アスルくんと同じくライオンをモチーフとするレノファ山口FCのレノ丸とAC長野パルセイロのライオーと共に「獅子の会」が結成された。

## プロフィール
- 名前：アスルくん
- 所属部署：運営事業本部ホームタウン担当 （2024年3月現在、インターンシップとして在籍。3月2日にぬいぐるみが発売されたが、当日のイベントステージにてスタッフから「全部売り切らないと正社員になれない」との発言があった。）
- 生年月日：2001年8月10日（しし座）
- 出身地：静岡県沼津市獅子浜
- その他：アスルクラロスポーツクラブのOB